# الدخيلة (القطن)

'

تعديل مصدري - تعديل

الدخيلة هي إحدى قرى عزلة القطن بمديرية القطن التابعة لمحافظة حضرموت، بلغ تعداد سكانها 110 نسمة حسب تعداد اليمن لعام 2004.